# Noche juvenil
Noche juvenil es el cuarto álbum de estudio del rapero Gawvi, y el primero que interpreta completamente en español. Los sencillos del álbum han sido «Qué pasó» y «Dicen», los cuales contaron con vídeo oficial. Para la película Milagro azul, una de sus canciones serían utilizadas para la banda sonora de la obra audiovisual.

## Promoción y lanzamiento
Inspirado en los sonidos de Neon 16 y Tainy, y habiendo mezclado su amor por el reguetón y la música urbana, el resultado es un álbum de 12 canciones que reflejan el corazón de GAWVI inclinado a su iglesia y cultura latina, junto con sus deseos de desafiar a los problemas profundos con esta producción. Presenta una serie de colaboraciones como Blanca, Maria Juliah, Madiel Lara, Tommy Royale y WXLF. GAWVI, que acostumbra trabajar con sus amigos, se sumergió profundamente en sus raíces hispanas y se reconectó con la cultura y el idioma que formaron su crianza.
Meses después de su salida, se informó que los dos sencillos del álbum, formarían parte del soundtrack de la película Blue Miracle de Netflix (Milagro azul para Latinoamérica), junto a una remezcla del sencillo de su álbum Panorama, «Fight for me», esta vez, en compañía de Tommy Royale.

## Lista de canciones
| N.  | Título             | Artista (s)                 | Productor           |
| 1.  | Noche Juvenil      | Gawvi                       | Gawvi               |
| 2.  | El Hijo Del Pastor | Gawvi                       | Gawvi               |
| 3.  | Que Pasó           | Gawvi                       | Gawvi               |
| 4.  | Corillo            | Gawvi junto a Blanca y Wxlf | Gawvi               |
| 5.  | Dicen              | Gawvi                       | Gawvi               |
| 6.  | Pastor Jubilo      | Gawvi                       | Gawvi               |
| 7.  | Tu Manera          | Gawvi junto a Tommy Royale  | Gawvi, Cardec Drums |
| 8.  | Sin Miedo          | Gawvi                       | Gawvi               |
| 9.  | Alta               | Gawvi junto a Madiel Lara   | Gawvi, Madiel Lara  |
| 10. | La Verdad          | Gawvi junto a Mariah Juliah | Gawvi               |
| 11. | 1822               | Gawvi                       | Gawvi               |
| 12. | Vigilia            | Gawvi                       | Gawvi               |